# Urania fulgens
Espèce
Urania fulgens est une espèce d'insectes lépidoptères de la famille des Uraniidae, de la sous-famille des Uraniinae, et du genre Urania.

## Historique et dénomination
L'espèce Urania  fulgens a été décrite par l'entomologiste britannique Francis Walker en 1854.

### Synonymie
- Cydimon cacica Guenee, 1857

### Noms vernaculaires
il se nomme Urania Swallowtail Moth en anglais.

## Description
C'est un grand papillon noir rayé de vert qui présente aux ailes postérieures deux queues noires.

## Biologie
Ils n'ont pas de diapause.

### Plantes hôtes
Les plantes hôtes sont des lianes de la famille des Euphorbiaceae et du genre Omphalea (Omphalea diandra).

## Écologie et distribution
Il est présent en Amérique du sud.
C'est un papillon qui migre du nord de l'Amérique du Sud au sud de l'Amérique du Nord,. Son passage au-dessus du canal de Panama a été étudié pour analyser ses moyens d'orientation. Cité par Alain Gerbault (1893-1941) dans "Iles de Beauté (passage du canal de Panama)"